# Bolsweerd

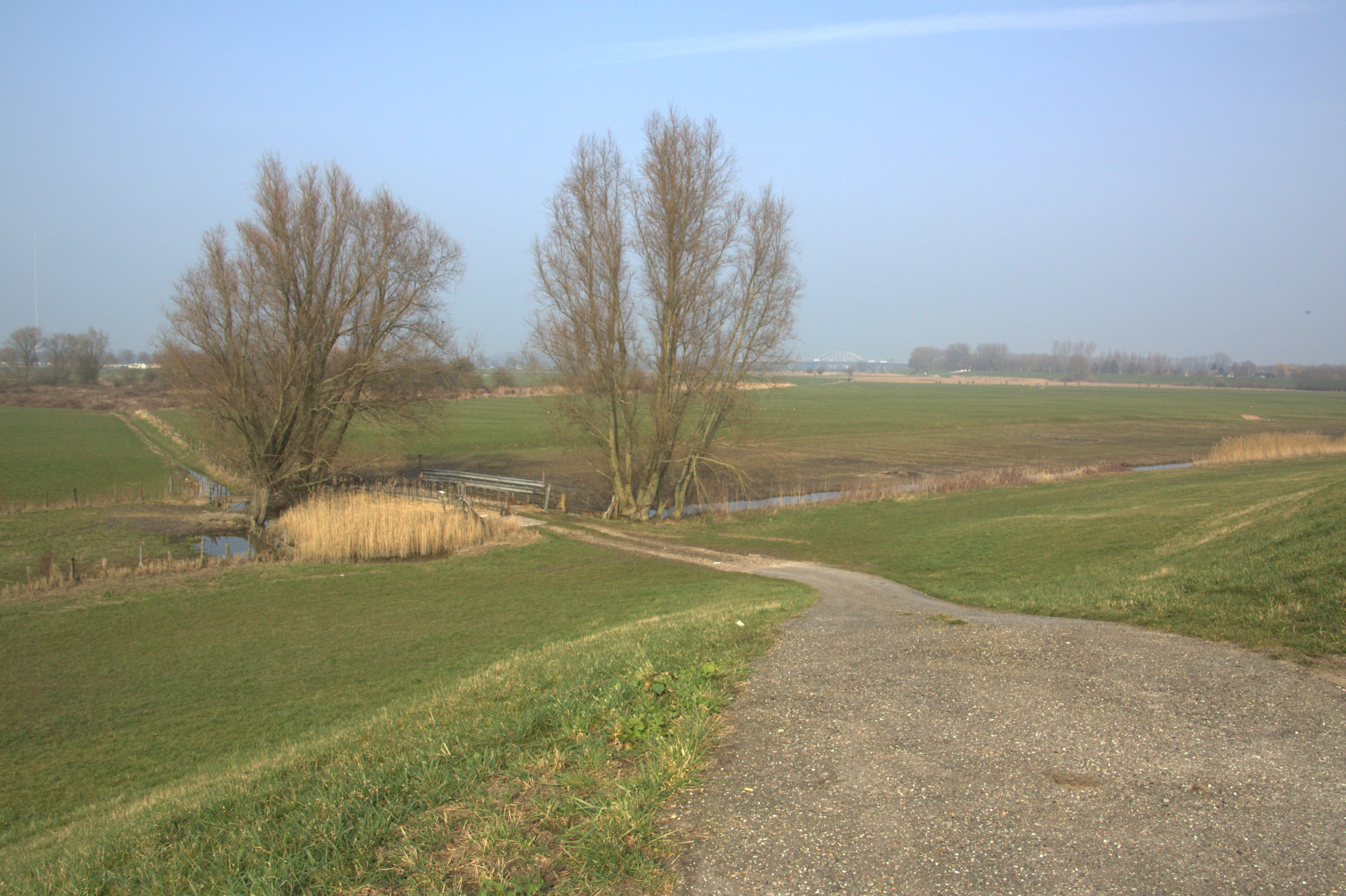
Bolswaard

Bolsweerd (ook wel: De Bol) was een kasteel in het Nederlandse dorp Lexmond, provincie Utrecht. Het kasteel lag ten noorden van het dorp, in de Bolswaard, een uiterwaard van de Lek.

## Bouw van het kasteel
Het is niet duidelijk wanneer het kasteel is gesticht. In 1133 werd melding gemaakt van het bisschoppelijke verdedigingswerk Lexmond, maar het is niet duidelijk of dit om een kasteel of versterkte nederzetting ging. Ook zou in datzelfde jaar een burcht in Lexmond zijn platgebrand door Floris de Zwarte.
In 1388 was Lexmond een leen van Gijsbert van Vianen. Het kasteel zal in ieder geval vóór die datum zijn gebouwd.
De eerste vermelding van een belening van het kasteel Bolsweerd dateert uit 1532.

## Van Brederode van Bolswaert
Van de 16e tot en met de 18e eeuw hadden de heren Van Brederode van Bolswaert het kasteel in eigendom. Dit bezit vond zijn oorsprong in een belening van Bolsweerd in 1546 door Reinoud III van Brederode aan Catharina Goossens van Holten. Reinoud III kreeg bij Catharina vier bastaardkinderen, waaronder de in 1548 geboren Reinoud. Deze zoon zou na het overlijden van Catharina in 1584 de eerste Heer van Bolswaert en tevens de stamvader van de bastaardtak Van Brederode van Bolswaert worden.
Reinoud van Brederode van Bolswaert gaf rond 1618 kasteel Bolsweerd en de titel Heer van Bolswaert aan zijn zoon Hendrik, die in 1618 door Walraven IV van Brederode tevens tot drossaard van het Land van Ameide werd benoemd. In 1625 trouwde Hendrik met Geertruyd van Reede van Amerongen en het echtpaar ging op het kasteel Bolsweerd wonen. Hun zoon Frederik Lodewijk woonde vanaf 1660 met zijn vrouw Theodora Anna van Renesse van der Wulp op het kasteel en nam drie jaar later het ambt van drossaard van zijn vader over. In 1684 zou hij Bolsweerd cadeau geven aan zijn zoon Hendrik Maximiliaan van Brederode van Bolswaert, vanwege diens tweede huwelijk. De functie van drossaard zou Hendrik Maximiliaan niet meer krijgen: na het uitsterven van de familie Van Brederode in Vianen, gaf Simon Hendrik von der Lippe, de nieuwe heer van Vianen, deze functie aan een eigen vertrouweling. Mogelijk speelde ook mee dat de familie Van Brederode van Bolswaert nog steeds katholiek was.
De familie Van Brederode van Bolswaert bood in het kasteel ruimte aan een katholieke schuilkerk.
Wanneer het kasteel is verdwenen, is niet bekend. Het voormalige kasteelterrein was op een 18e-eeuwse kaart nog ingetekend als een omgracht terrein met de naam De Bol. Anno 2023 zijn er geen zichtbare sporen van het kasteel meer aanwezig.
Kasteel Ter Aa (Breukelen) ·
Aastein ·
Slot Abcoude ·
Amaliastein ·
Nieuw-Amelisweerd ·
Oud-Amelisweerd ·
Kasteel Amerongen ·
Kasteel Batestein (Harmelen) ·
Kasteel Batestein (Vianen) · 
De Beest ·
Bergestein ·
Beverweerd ·
Blasenburg ·
Blikkenburg ·
Blommesteyn ·
Bolenstein ·
Bolsweerd ·
Bottestein ·
Kasteel Broekhuizen ·
Bruinenburg ·
Huis Cammingha ·
Clarenborg ·
Coelhorst ·
De Batau ·
Dompselaer ·
Huis Doorn ·
Drakenburg (kasteel) ·
Drakensteyn ·
Kasteel Duurstede ·
Huis Ter Eem ·
Eijkelenburg ·
Emmickhuizen ·
Den Engh ·
Essenstein ·
Everstein (Everdingen) ·
Everstein (Jutphaas) ·
Den Eyck ·
Galesloot ·
Kasteel Geerestein ·
Gildenborgh ·
Kasteel Ten Goye ·
Grauwert ·
Grijpestein ·
Groenestein (Langbroek) ·
Kasteel Groeneveld (Baarn) ·
Groenewoude (Woudenberg) ·
Gunterstein ·
Kasteel de Haar ·
Kasteel Hagestein ·
Hamtoren ·
Kasteel Hardenbroek ·
Huis Harmelen ·
Ridderhofstad Heemstede ·
Kasteel Heemstede ·
Heimenberg ·
Heimerstein ·
Huis Herlaar ·
Ter Heul ·
Heulestein ·
Hindersteyn ·
Kasteel Ter Horst (Achterberg) ·
Isselt ·
Kasteel IJsselstein ·
Jagenstein ·
Kersbergen ·
Killestein ·
Kronenburg (kasteel) ·
Kasteel Levendaal ·
Lichtenberg (Woudenberg) ·
Lievendaal (Amerongen) ·
Landgoed Linschoten ·
Kasteel Linschoten ·
Lockhorst ·
Kasteel Loenersloot ·
Kasteel Lunenburg ·
Huis Maarsbergen ·
Marckenburg ·
Ter Meer ·
Ter Mey (Haarzuilens) ·
Huis te Mijdrecht ·
Huis te Mijnden ·
Kasteel Moersbergen ·
Kasteel Montfoort ·
Natewisch ·
Te Nesse ·
Kasteel Nijenrode ·
Nijenstein ·
Nijeveld ·
Noordwijk (Langbroek) ·
Huis te Oosterwijk ·
Oostwaard (Utrecht) ·
Op de Bol ·
Oud-Broekhuizen ·
Ridderhofstad Oudaan ·
Huis Oudegein ·
Oudenhorst ·
Plettenburg (kasteel) ·
Huis De Polle ·
Prattenburg ·
Kasteel Putkop ·
Randenbroek (park) ·
Remmerstein ·
Kasteel Renswoude ·
Rhijnauwen ·
Kasteel Rhijnestein ·
Huis Riebeek ·
Kasteel Rijnenburg ·
Rijnestein ·
Rijneveld ·
Kasteel Rijnhuizen ·
Rijningen ·
Huis Rijnsweerd ·
Rijpickerwaard · 
Kasteel Rijsenburg ·
De Roetert ·
Rumelaar ·
Kasteel Ruwiel ·
Royestein ·
Kasteel Sandenburg ·
Kasteel Schalkwijk ·
Kasteel Schonauwen ·
Schurenburg ·
Snaafburg ·
Snellenburg ·
Paleis Soestdijk ·
Steenhuis (Lopik) ·
Kasteel Sterkenburg ·
Stormerdijk ·
Landgoed Stoutenburg ·
Ten Massche ·
Valkenburg (Rhenen) ·
Huis te Velde ·
Kasteel Veldenstein ·
Hofstede te Vliet ·
Huis te Vleuten ·
Huis te Vliet (Lopik) ·
Huis te Vliet (Oudewater) ·
Vogelpoel ·
Huis te Voorn ·
Vredelant ·
Vronestein ·
Vuijlcop ·
Kasteel Walenburg ·
Wayenstein (Amerongen) ·
Kasteel Weerdenburg ·
Weerdesteyn ·
Weerestein ·
Hof ter Weyde ·
Wickenburgh ·
Wijnestein ·
Wiltenburg (Utrecht) ·
Kasteel van Woerden ·
Huis Woudenberg ·
Huis te Woudenberg (I) ·
Huis te Woudenberg (II) ·
Wulven ·
Kasteel Oud-Wulven ·
Wulvenhorst ·
Slot Zeist ·
Kasteel Zuilenburg ·
Zuileveld ·
Slot Zuylen ·
Huis Zuylenstein